# Les Films Gibé
Les Films Gibé est une société française de production de films.

## Historique
Les Films Gibé ont été fondés en 1930 par le producteur de cinéma Joseph Bercholz (1898-1981) et son associé Édouard Gide, retenant comme nom de société les initiales de Joseph Bercholz, « J. B. ».
En décembre 1987, Les Films Gibé est absorbé par la Financière Robur. Robur fusionnera avec UGC Droits Audiovisuels en 1992 puis sera acquis par Canal+ en 1996. Le catalogue des Films Gibé est aujourd'hui intégré à StudioCanal.

## Filmographie (coproductions)
- 1939 : Ils étaient neuf célibataires (sous le nom Société des Films Gibé)
- 1940 : L'Homme qui cherche la vérité
- 1946 : Au petit bonheur
- 1946 : La Symphonie pastorale
- 1947 : Les jeux sont faits
- 1948 : Aux yeux du souvenir
- 1950 : La Belle que voilà
- 1951 : Le Garçon sauvage
- 1953 : Le Bon Dieu sans confession
- 1953 : La Route Napoléon
- 1955 : Chiens perdus sans collier
- 1956 : Marie-Antoinette reine de France
- 1956 : Elena et les Hommes
- 1959 : Guinguette
- 1959 : Le Grand Chef
- 1961 : Le Jeu de l'assassin (de)
- 1967 : Le Plus Vieux Métier du monde
- 1971 : Trafic
- 1979 : La Gueule de l'autre
- 1980 : Le Roi et l'Oiseau
- 1981 : Malevil